# Pišece
Pišece je naselje u Općini Brežice u istočnoj Sloveniji. Pišece se nalazi u pokrajini Štajerskoj i statističkoj regiji Donjoposavskoj. 

## Stanovništvo
Prema popisu stanovništva iz 2002. godine Pišece je imalo 312 stanovnika.

### Etnički sastav
1991. godina:
- Slovenci: 387 (97%)
- Hrvati: 2
- Srbi: 2
- Jugoslaveni 1
- Nepoznato: 7 (1,8%)